# 乌尔丽克·布伦斯
乌尔丽克·布伦斯（德語：Ulrike Bruns，1953年11月17日—），旧姓克拉佩钦斯基（Klapezynski），德国女子田径运动员。她曾代表东德参加1976年和1980年夏季奥林匹克运动会田径比赛，其中1976年奥运会获得一枚铜牌。